# Carol Hathaway
 (août 2013).
Si vous disposez d'ouvrages ou d'articles de référence ou si vous connaissez des sites web de qualité traitant du thème abordé ici, merci de compléter l'article en donnant les références utiles à sa vérifiabilité et en les liant à la section « Notes et références ».
Carol Hathaway est un personnage de fiction, apparaissant dans la série Urgences, interprété par Julianna Margulies.
Elle est doublée par Hélène Chanson en version française.

## Biographie de fiction
Carol Hathaway est l'infirmière en chef du Cook County.
Elle a une vie amoureuse mouvementée, largement occupée par sa relation compliquée avec Doug Ross (joué par George Clooney), pédiatre dans ce même hôpital. Dans l'épisode pilote de la série, elle est admise aux urgences pour une tentative de suicide après une rupture assez douloureuse avec lui. Après avoir surmonté cette étape de sa vie, elle commence une nouvelle histoire d'amour avec le Dr. Taglieri. Néanmoins, le jour du mariage, ce dernier décide de tout annuler, sentant que Carol ne l'aime pas autant qu'il l'espérait.
Par la suite, elle décide de reprendre sa vie en main, et décide de s'acheter seule une maison et de la retaper. Au travail, elle se bat pour créer aux urgences une consultation gratuite accessible à toutes les femmes défavorisées. Elle obtient les fonds auprès de la fondation Carter.
Elle entame ensuite une relation avec un ambulancier, appelé Shep. Ce dernier, après avoir perdu son coéquipier et ami lors d'une intervention, fut émotionnellement troublé et devint agressif avec Carol. Elle finit par le quitter.
Dans le dernier épisode de la saison 3, elle retombe sous le charme du docteur Doug Ross. Ils vivent leur relation cachée du grand jour pendant plusieurs mois, et décident d'annoncer à leurs collègues la bonne nouvelle le soir de Noël. À cause de quelques différends avec la direction, qui lui reproche d'avoir procuré des médicaments non-prescrits à un jeune patient, Doug Ross est obligé de quitter son travail. Il part vivre à Seattle, Carol se retrouve seule.
Carol découvre qu'elle est enceinte, mais demande à Doug Ross de ne pas revenir. Elle met au monde des jumelles, Tess et Kate, notamment aidée par Abby Lockhart, alors infirmière en gynécologie. Elle fréquente pendant quelques mois, le docteur Luka Kovač, qui adore les jumelles, mais cette relation ne dure pas. En effet, elle décide de rejoindre Doug Ross, le père des enfants à Seattle (Saison 6, épisode 21), soudainement décidée après un échange avec la famille d'une patiente lui faisant comprendre qu'il est l'homme de sa vie.
Elle est mentionnée dans la saison 14 (épisode 11) puis apparaît dans la saison 15 (épisode 19). Ross est toujours pédiatre et travaille avec Carol qui est désormais coordinatrice de greffes. On peut remarquer dans cet épisode que les deux personnages portent chacun une alliance ; ce qui semble indiquer qu'ils se sont finalement mariés.